# ヤマトナデシコ七変化 (曲)
「ヤマトナデシコ七変化」（ヤマトナデシコしちへんげ）は、1984年9月21日にビクター音楽産業より発売された小泉今日子の11枚目のシングル。同年11月7日には、10万枚限定生産の12インチ・シングル盤がKYON2名義で発売された。

## 概要
表題曲の「ヤマトナデシコ七変化」というタイトルは、作詞を手掛けた康珍化がある映画の待ち時間に見た雑誌の中に、「最近のヤマトナデシコは奔放で、恥じらいもなく実にけしからん」といった内容の記事を見つけたことから生まれたもの。固定化された女性観や価値観の押し付けに対して、舌を出して遠ざかる小泉の姿が浮かび、「あ、これだ」と直感したという。更に康は、1935年ごろに制作された時代劇映画『雪之丞変化』を思い出し、そこから詞のイメージを掴んでいった。曲は和と洋を融合させた新しいサウンドを目指して作られ、筒美京平が作曲、編曲は若草恵が担当し、和のイメージだけでなくフラメンコ風のギターも加わり、チャイナ風の雰囲気も感じさせるオリエンタル・サウンドに仕上げられている。
7インチ・シングル盤は、当初は9月5日発売予定だったが2週間ほど延期された。オリコン発表の売上枚数は30.1万枚。
1991年11月には8cmCDがリリースされている（カップリングは「渚のはいから人魚」）。

## 収録曲

### ヤマトナデシコ七変化
- 両楽曲共に、作詞：康珍化／作曲：筒美京平／編曲：若草恵

1. ヤマトナデシコ七変化 (3分16秒)
2. ヨコハマ・スイート・レイン (4分18秒)

### ヤマトナデシコ七変化 (12インチ)
- 両楽曲共に、作詞：康珍化

1. ヤマトナデシコ七変化 (Long Version) (5分56秒)
作曲：筒美京平／編曲：若草恵
2. 艶姿ナミダ娘 (Long Version) (5分17秒)
作曲・編曲：馬飼野康二

### 渚のはいから人魚／ヤマトナデシコ七変化
- 両楽曲共に、作詞：康珍化

1. 渚のはいから人魚
作曲・編曲：馬飼野康二
2. ヤマトナデシコ七変化
作曲：筒美京平／編曲：若草恵
3. 渚のはいから人魚（カラオケ）
4. ヤマトナデシコ七変化（カラオケ）

## 参考資料
- 松永良平:著『コイズミクロニクル〜コンプリートシングルベスト 1982-2017〜 初回特典「コイズミシングル～小泉今日子と50のシングル物語」』ビクターエンタテインメント、2017年5月17日。